# Ortstermine (Online-Publikation)
Ortstermine. Umgang mit Differenz in Europa ist eine frei zugängliche Online-Publikation, die Ereignisse betrachtet, welche sich in europäischen Orten abgespielt haben und die für die Untersuchung der historischen Entwicklung Europas (seit 1500) beispielhaft sind. Herausgegeben wird sie seit 2016 vom Leibniz-Institut für Europäische Geschichte in Mainz und vorgestellt wurde sie erstmals auf dem histocamp 2016.

## Thematische und inhaltliche Ausrichtung
Verfasst wurden sämtliche Artikel in Ortstermine. Umgang mit Differenz in Europa von Wissenschaftlerinnen und Wissenschaftlern, die am Leibniz-Institut für Europäische Geschichte in Mainz zum Umgang mit Differenz in Europa forschen oder geforscht haben. Thematisch sind die Artikel der Ortstermine vor allem auf Geschichte, Religion, Politik und gesellschaftliche Fragen hin ausgerichtet. Typische Fragen, die im Rahmen der Artikel behandelt werden, lauten beispielsweise wie folgt: Wie ging man früher in Europa mit Andersartigkeit und Ungleichheit um? Welche Rolle spielten Religion, Gesellschaft und Politik?
Die Artikel sollen verdeutlichen, wie unterschiedlich und konfliktbeladen der Umgang mit Andersartigkeit und Ungleichheit – mit einem Wort: Differenz – war. Sie zeigen Strategien, die entwickelt wurden, um Differenz zu befördern, zu präsentieren, zu bewahren, abzumildern oder zu beseitigen. Dabei gehörten Diskussionen, friedliche Lösungen und Hilfeleistungen ebenso zu den Strategien wie Migration und Mission oder Protest und Ausgrenzung bis hin zu Krieg und Vernichtung.
Die Grundstruktur aller Artikel orientiert sich dabei stets an einem Aufbau in drei Abschnitten:
1. Konstellationen: Der erste Abschnitt stellt die historische Ausgangslage vor – welche Ereignisse spielten sich an dem Ort ab, wer war beteiligt?
2. Differenzen: Im zweiten Teil wird geschildert, wie die Beteiligten vor Ort Andersartigkeit und Ungleichheit wahrgenommen haben und wie sie damit umgegangen sind. Im Vordergrund steht die Frage, ob und wie sich religiöse Überzeugungen und Argumente mit anderen Zugehörigkeiten (z. B. sozialer Stand, Geschlecht, Nationalität) vereinbaren ließen.
3. Bedeutungen: Zum Abschluss werden die langfristigen Folgen der Ereignisse vor Ort betrachtet. Welche Auswirkungen hatten sie über den Ort hinaus? Inwiefern sind sie aufschlussreich für einen europaweiten Wandel im Umgang mit Andersartigkeit und Ungleichheit?